# Palazzo Arcivescovile e Palazzo del Seminario
Palazzo Arcivescovile e Palazzo del Seminario di Bari costituiscono il complesso che ospita l’arcivescovado, il seminario e il Museo diocesano. Sorge accanto alla Cattedrale di San Sabino nell’antico circuito urbano della città vecchia.

## Storia
Il nucleo originario, menzionato nel XVII secolo, fu riorganizzato insieme alla Cattedrale voluta dall’arcivescovo Decio Caracciolo nel 1610, che trasformò un’ala antica del Palazzo in seminario. Tra il 1638 e il 1665 l’arcivescovo Diego Sersale commissionò la colonna in granito con statua di San Sabino (datata 1651) che ancora oggi domina il cortile.
Nel primo Settecento, sotto l’arcivescovo Muzio Gaeta Iuniore (1736–1754), si avviò un ampio intervento di rinnovamento in stile barocco, con modifiche architettoniche affidate a Domenico Antonio Vaccaro. I restauri degli anni Cinquanta e Sessanta hanno permesso di recuperare parti medievali murate, come archi e volte a botte, testimoniando le stratificazioni del complesso.

## Architettura
Il complesso si sviluppa attorno a un cortile interno dominato dalla colonna di San Sabino.
- Al piano terra si conservano arcate murate di epoca medievale e aperture successive.
- Al primo piano spicca una terrazza balaustrata con sette busti in marmo di Carrara, dei quattordici originari.
- Ai piani superiori si notano stucchi e decorazioni barocche, caratteristiche del gusto napoletano.

Sul lato di via Dottula si apre un portone monumentale settecentesco con colonne su plinti ruotati, tipologia ricorrente anche in altri edifici barocchi baresi.

## Museo diocesano
All’interno del complesso è ospitato il Museo diocesano di Bari, inaugurato nel 1981 e successivamente ampliato. Il museo occupa alcune sale dell’episcopio e presenta un percorso articolato in diverse sezioni:
- Lapidario: frammenti paleocristiani, longobardi e bizantini provenienti dalla cattedrale.
- Pinacoteca: opere dal XVI al XVIII secolo di artisti come Tintoretto, Veronese, Paris Bordon e Corrado Giaquinto.
- Sala del Tesoro: oggetti liturgici, argenti, busti reliquiari.
- Sale degli Exultet e del Benedizionale: rotoli liturgici su pergamena usati nella liturgia beneventana.
- Esposizione di paramenti sacri e codici.

Il museo documenta lo sviluppo della diocesi e valorizza il patrimonio ecclesiastico locale.

## Significato culturale
Il palazzo rappresenta un importante esempio di architettura barocca a Bari, frutto della sovrapposizione tra strutture medievali e apparati decorativi settecenteschi. La presenza del museo e la continuità d’uso dell’edificio confermano il suo ruolo centrale nella storia culturale e religiosa della città.